# 磺胺类药物
磺胺类药物（英語：Sulfonamides）是一类人工合成的抗菌药物，这类药物都是以对氨基苯磺酰胺（磺胺）为母体发展而来，因此得名。磺胺类药物抗菌谱较广，对大部分革兰氏阴性菌和革兰氏阳性菌均有杀伤作用。目前临床上使用的磺胺类药物均是对氨基苯甲酸（PABA）的类似物。PABA是细菌叶酸从头合成途径必经的中间产物。磺胺类药物通过与对氨基苯甲酸竞争二氢叶酸合酶的反应位点，达到竞争性抑制细菌叶酸合成、使细菌死亡的目的。磺胺类药物一般来说是通过口服给药的，但亦有磺胺类药物（比如磺胺嘧啶银）是外用药:414-416。
磺胺类药物是人类历史上第一种人工合成的抗菌药物，病理学家格哈德·多馬克于1932年报道。他证明了百浪多息可以使鼠、兔不被链球菌、葡萄球菌感染。在那之后，又有多种磺胺类药物得到合成，截至1946年，共有5500余种磺胺类药物得到合成，其中20余种投入临床使用。磺胺类药物亦是第一种对肺结核有疗效的药物。目前，磺胺类药物已经很大程度上被抗生素和喹诺酮类药物取代，发达国家医生的处方中已很难再找到单独开出的磺胺类药物。但因为磺胺类药物易于合成、价格较低，目前在发展中国家仍然广泛用于治疗沙眼、泌尿道感染等由细菌感染引发的疾病:414-416:337-343。

## 作用机制
磺胺类药物通过抑制细菌合成叶酸达到杀灭细菌的目的。目前所有的磺胺类药物都是细菌从头合成叶酸必经的中间产物的对氨基苯甲酸（PABA）的类似物。叶酸对生物体的生存至关重要，在细胞内参与DNA合成等多种生物学过程，没有叶酸生物体将很难生存。大部分细菌的细胞膜不具有叶酸的通透性，因此只能从头合成叶酸满足生长所需。其中的一步是喋啶和PABA在二氢叶酸合酶的催化下转化为二氢叶酸。磺胺类药物即作用于这一步反应。磺胺类药物分子通过与PABA竞争二氢叶酸合酶的反应位点，达到竞争性抑制该反应进行的目的，使细菌无法合成足量的叶酸。叶酸的缺乏会在细菌细胞内造成DNA复制受阻等后果，使细菌因此死亡。而人等哺乳动物可以直接利用食物中的叶酸，因此磺胺类药物不会杀死人体细胞:414-416。
磺胺类药物的活性与其化学构象之间存在密切联系。目前认为，磺胺类分子的构象与其药效存在以下的联系：磺胺类分子必须要具有对氨基苯磺酰胺才有抗菌活性。氨基与磺酰胺基必须处于对位，处于间位和邻位时无抗菌活性；具有抗菌活性的磺胺类分子芳香氨基上一般需要没有取代基，即使有取代基也必须在体内易被酶分解或还原为氨基才有抗菌活性，如乙酰氨基、偶氮基和硝基等基团，否则无药效；磺胺类分子的磺酰胺基的氮原子为单取代时抗菌活性增强，以杂环取代时抗菌活性较好。氮原子为双取代时，磺胺类分子一般没有抗菌活性；磺胺类分子的苯环若被其他芳环替代或在苯环上引入其他基团，抗菌活性会降低或丧失；磺胺类分子的 pKa 在 6.5～7.0 时，抗菌活性最强。

### 耐药性的产生
部分细菌因为可以直接利用、摄取细胞外的叶酸而具有对磺胺类药物的天然抗药性，磺胺类药物对这类细菌无效。此外，细菌也可以借由突变产生对磺胺类药物的抗药性。细菌产生主要通过三种途径产生对磺胺类药物的耐药性：第一种是使二氢叶酸合酶的结构发生改变；第二种是减少细胞膜对磺胺类药物的通透性；第三种是增强PABA的产生效率:414-416。

## 药代动力学
大部分磺胺类药物都可以通过口服给药的。磺胺类药物的口服吸收率普遍较高。但也有少部分磺胺类药物（如磺胺醋酰）是外用药。经口服给药的柳氮磺吡啶亦是一个特例。柳氮磺吡啶的口服吸收率低，易在肠道中分解。柳氮磺吡啶亦可因此用于溃烂性结肠炎的治疗:337-343。磺胺类药物吸收进入血液后，会有三种状态：与血液中白蛋白结合、进入红细胞，以及以游离状态存在于血液中。磺胺嘧啶等磺胺类药物可以较高效率透过血脑屏障，因而可用于治疗脑部感染。一部分磺胺类药物可在肝脏中通过乙酰化消除。另外，亦有一部分磺胺类药物能在肝脏中发生葡萄糖醛酸化和氧化:414-416:337-343。
磺胺类药物最终一般通过肾脏经过尿液排出体外。大部分磺胺类药物和磺胺类药物的代谢产物在水中溶解度较低，因而易于在尿中结晶，形成可诱发肾功能受损的结晶尿。结晶尿是磺胺类药物诱发的典型不良反应之一。除通过肾脏排出外，磺胺类药物亦会通过乳汁的分泌排出:414-416:337-343。

## 临床

### 适应症
作为抗菌类药物，磺胺类药物主要用于治疗细菌感染引发的病症。磺胺类药物为广谱抗菌药物，对大部分革兰氏阳性菌和革兰氏阴性菌都有效，但对革兰氏阳性杆菌、立克次体、螺旋体，以及支原体无效。口服易吸收的磺胺类药物（如磺胺嘧啶、磺胺甲恶唑）主要用于治疗全身性的感染。磺胺嘧啶等血脑屏障透过率高的药物可用于治疗脑部感染，如流行性脑炎。外用的磺胺类药物，如磺胺嘧啶银、磺胺醋酰可用于皮肤表面的感染。口服难吸收的柳氮磺吡啶可用于溃烂性结肠炎、類风湿性关节炎，以及克罗恩病的治疗，唯目前柳氮磺吡啶治疗克罗恩病和類风湿性关节炎的机制仍不明确:414-416:337-343。磺胺类药物的联用组合（如甲氧苄啶/磺胺甲恶唑）对艾滋病患者体内由卡氏肺囊虫（Pneumocystis jirovecii）等病原体造成的感染较为有效:837。磺胺多辛/乙胺嘧啶（商品名为“法西达”（Fansidar））联用的组合可用于疟疾的治疗中，但因为易产生不良反应，已不再推荐使用。

### 副作用
磺胺类药物引发不良反应的机率较高:414-416，这是目前临床上不再常用磺胺类药物的一个原因。大约3%的人群在使用磺胺类药物后会出现不良反应。在艾滋病患者群体中，这个比例会达到60%。磺胺类药物可能导致肾功能受损及泌尿道功能受损（因磺胺类药物在尿中结晶）、造血功能障碍、卟啉症，以及包括荨麻疹、皮疹等在内的过敏反应等。磺胺类药物在大剂量使用时，可能造成严重的不良反应，其中最严重的一类是严重皮肤不良反应（SCARs），包括史蒂芬斯－強森症候群、毒性表皮溶解症、伴嗜酸性粒细胞增多及全身性症状的药物反应（DRESS），以及程度相对较轻的急性全身性发疹性脓疱病:414-416。在葡萄糖-6-磷酸脫氫酶缺乏症（蚕豆症）患者体内，磺胺类药物会造成严重的不良反应溶血。除此以外，磺胺类药物能替代血浆蛋白的胆红素结合位点，使游离的胆红素进入中枢性神经系统，因而新生儿可能在使用磺胺类药物后患上胆红素脑病。因此，磺胺类药物不适合孕妇、新生儿及两岁以下的婴儿使用。
目前的学说认为，磺胺类药物造成过敏主要由两个结构造成，一是因为N1杂环会引发1型过敏反应，二是因为N4氨基氮原子会产生直接的毒性产物或诱发免疫反应。上述两个结构只在具有抗菌活性的磺胺类分子中存在。

## 历史
磺胺类药物的母体磺胺最早由奥地利化学家保罗·雅各布·约瑟夫·杰尔莫（Paul Josef Jakob Gelmo）于1908年作为一个偶氮类染料的中间体合成。1909年，磺胺分子获得专利保护。但之后很长时间里，磺胺类分子的药用价值并未得到人们的注意。1932年，德国病理学家格哈德·多马克发现一种红色偶氮染料百浪多息（Prontosil）能使鼠和兔不被链球菌和葡萄球菌感染。格哈德·多马克的这一发现使磺胺类药物成为了人类历史上第一种人工合成的抗菌药物:414-416。之后直到第二次世界大战早期，磺胺类药物都持续受到人们关注，新的磺胺类药物不断得到合成。截至1946年，总共有5500余种磺胺类药物得到合成，其中有20余种投入临床使用。但在青霉素等抗生素陆续成药后，磺胺类药物的地位在很大程度上被抗生素取代。磺胺类药物亦为第一种能治疗肺结核的药物。在20世纪30年代晚期到20世纪50年代早期，磺胺类药物和砜类药物曾用于肺结核的治疗中。不过，在联用链霉素和异烟肼的治疗肺结核的方法出现后，磺胺类药物和砜类药物便不再用于肺结核的治疗中。今天，考虑到磺胺类药物造成不良反应的几率较高，发达国家的医生已很少开出单独使用的磺胺类药物，但在发展中国家，因为磺胺类药物成本低廉且易于合成，目前仍在用于抗感染治疗:414-416:337-343。
磺胺类药物在历史上曾拯救过患上链球菌咽喉炎的小富兰克林·德拉诺·罗斯福（时任美国总统小罗斯福总统之子），以及在北非患上肺炎的温斯顿·丘吉尔的性命。

### 磺胺酏剂致死事件
1937年，美国麦森吉尔公司推出了一种药物磺胺酏剂。该药剂使用了有毒的二甘醇作为溶剂，且没有经过严格的毒理学论证即上市。该药物在上市数月后造成了100余人死亡。该事件一度引发美国国内很大震动，最后麦森吉尔公司被处以26100美元罚款。该事件促使美国政府更加重视药物安全的监管。1938年，美国总统小罗斯福签署了《联邦食品、药品和化妆品法案》，规定所有药物上市前都需要进行安全性审查。唯该措施直到1962年基福弗·哈里斯修正案通过后才具有强制性。

## 典型的磺胺类药物
本表中的药物选自以下三部文献收录的磺胺类药物：:337-343（若无特别注明，表中数据皆来自这三部文献）
| 药物中文名     | INN名                  | 备注                                                                |
| -------------- | ---------------------- | ------------------------------------------------------------------- |
| 塞來昔布       | Celecoxib              | 口服非類固醇消炎止痛藥                                              |
| 磺胺嘧啶       | Sulfadiazine           | 注射时以钠盐形式存在                                                |
| 磺胺多辛       | Sulfadoxine            | 已不再单独使用                                                      |
| 磺胺甲恶唑     | Sulfamethoxazole       | 已不再单独使用                                                      |
| 磺胺醋酰       | Sulfacetamide          | 外用药                                                              |
| 磺胺嘧啶银     | Silver sulfadiazine    | 外用药                                                              |
| 柳氮磺吡啶     | Sulfasalazine          | 较难吸收，可用于治疗肠道感染                                        |
| 磺胺二甲氧嘧啶 | Sulfadimethoxine       | 常用作兽药                                                          |
| 磺胺二甲嘧啶   | Sulfadimidine          |                                                                     |
| 磺胺异噁唑     | Sulfafurazole          |                                                                     |
| 磺胺胍         | Sulfaguanidine         |                                                                     |
| 磺胺林         | Sulfalene              |                                                                     |
| 暂无           | Sulfaloxate            | 暂无中文名称                                                        |
| 磺胺甲基嘧啶   | Sulfamerazine          |                                                                     |
| 磺胺甲噻二唑   | Sulfamethizole         |                                                                     |
| 磺胺对甲氧嘧啶 | Sulfametoxydiazine     | 通用名亦作“Sulfamethoxydiazine”                                     |
| 磺胺甲氧哒嗪   | Sulfamethoxypyridazine |                                                                     |
| 磺胺噻唑       | Sulfathiazole          |                                                                     |
| 磺胺二甲异嘧啶 | Sulfisomidine          |                                                                     |
| 甲氧苄啶       | Trimethoprim           | 本身不属于磺胺类药物，但常与磺胺类 药物联用增强磺胺类药物的治疗效果 |